# Leukoseschlüssel
Der Leukoseschlüssel war ein veterinärmedizinisch-hämatologisches Untersuchungsverfahren zum Nachweis der Enzootischen Leukose der Rinder. Bevor die Virusätiologie und die entsprechenden serologischen Untersuchungsverfahren etabliert waren, diente der Schlüssel dazu, infizierte oder verdächtige Tiere aufzuspüren, um sie zu eliminieren und die Sanierung der Rinderbestände von dieser Viruserkrankung zu ermöglichen. In der Bundesrepublik Deutschland fand zunächst der von Richard Götze entwickelte Schlüssel Anwendung, später der Bendixen-Schlüssel und schließlich der darauf aufbauende Göttinger Schlüssel. In der Deutschen Demokratischen Republik wurde der Wusterhausener Schlüssel verwendet.
Der Schlüssel basiert auf der Zahl der Lymphozyten pro µl im Blut in Abhängigkeit von verschiedenen Altersklassen. Während der Götze-Schlüssel nur zwei Altersgruppen (0–2 und >2 Jahre) unterschied, berücksichtigten die Nachfolgeschlüssel fünf Altersklassen, der der DDR vier.
| Alter in Jahren | normal | fraglich   | krankhaft erhöht |
| --------------- | ------ | ---------- | ---------------- |
| 0–1             | 10.000 | 10–13.000  | >13.000          |
| 1–2             | 9.000  | 9–12.000   | >12.000          |
| 2–3             | 7.500  | 7,5–10.000 | >10.000          |
| 3–6             | 6.500  | 6,5–9.000  | >9.000           |
| >6              | 5.500  | 5,5–7.500  | >7.500           |

| Alter in Jahren | normal | verdächtig | leukosepositiv |
| --------------- | ------ | ---------- | -------------- |
| 0–1             | 10.000 | 10–12.000  | >12.000        |
| 1–2             | 9.000  | 9–11.000   | >11.000        |
| 2–3             | 7.500  | 7,5–10.000 | >10.000        |
| >3              | 6.000  | 6–8.500    | >8.500         |

Nachteil aller Leukoseschlüssel war, dass es auch Rinderleukoseformen ohne Leukämie im Blut gibt, die mit dieser Untersuchung nicht erkannt werden konnten, sowie andere mit einem Anstieg der Lymphozytenzahl einhergehende Erkrankungen.